# Joseph Valtellini
Joseph John Valtellini (ur. 3 maja 1985 w Scarborough) – kanadyjski kick-boxer w latach 2010-2014. Były mistrz świata GLORY w wadze półśredniej (-77 kg) z 2014. Czarny pas w taekwondo.

## Kariera sportowa
Podczas kariery amatorskiej zostawał dwukrotnie mistrzem Kanady. W 2009 wygrał mistrzostwa IKF amatorów w formule muay thai. W 2010 przeszedł na zawodowstwo, wygrywając sześć pojedynków z rzędu (wszystkie przed czasem). 13 października 2012, zanotował pierwszą porażkę, ulegając Francuzowi Grégorowi Choplinowi na punkty.
6 czerwca 2014 zadebiutował w GLORY, wygrywając przez techniczny nokaut z Turkiem Muratem Direkçim. Półtora miesiąca później, w kwietniu pokonał Kameruńczyka François Ambanga, natomiast w czerwcu Marokańczyka Karima Ghajjiego, obu przed czasem.
21 grudnia 2013 wziął udział w turnieju GLORY Welterweight World Championship Tournament, w półfinale nokautując Amerykanina Raymonda Danielsa wysokim kopnięciem. W finale uległ Holendrowi Nieky Holzkenowi, przez TKO po celnym prawym sierpowym.
21 czerwca 2014, na GLORY 17 w Los Angeles, zmierzył się o mistrzostwo świata wagi półśredniej z Belgiem Markiem de Bontem. Valtellini pokonał de Bonte jednogłośnie na punkty i odebrał mu pas. Po roku nieaktywności spowodowanej problemami zdrowotnymi, 4 czerwca 2015 postanowił zwakować tytuł i zawiesić karierę.

## Osiągnięcia
Amatorskie:
- Amatorski mistrz stanu Ontario w wadze super średniej
- Amatorski mistrz Kanady w wadze średniej
- 2009: IKF World Classic Championship – 1. miejsce w wadze lekkośredniej (-72,7), formuła muay thai

Zawodowe:
- 2014–2015: mistrz Świata GLORY w wadze półśredniej (-77 kg)